# André Olivier (athlétisme)
Pour les articles homonymes, voir André Olivier et Olivier (homonymie).
André Olivier (né le 29 décembre 1989 à Pietermaritzburg) est un athlète sud-africain, spécialiste du 800 mètres.

## Biographie

### Palmarès
| Date | Compétition                    | Lieu       | Résultat | Performance   |
| ---- | ------------------------------ | ---------- | -------- | ------------- |
| 2008 | Championnats du monde juniors  | Bydgoszcz  | 3e       | 1 min 47 s 57 |
| 2012 | Championnats d'Afrique         | Porto-Novo | 3e       | 1 min 45 s 09 |
| 2014 | Championnats du monde en salle | Sopot      | 4e       | 1 min 47 s 31 |
| 2014 | Jeux du Commonwealth           | Glasgow    | 3e       | 1 min 46 s 03 |

### Records
| Épreuve      | Performance   | Lieu   | Date            |
| ------------ | ------------- | ------ | --------------- |
| 800 mètres   | 1 min 44 s 29 | Monaco | 20 juillet 2012 |
| 1 500 mètres | 3 min 39 s 40 | Durban | 6 février 2009  |